# Каратомарський сільський округ (Осакаровський район)
Каратома́рський сільський округ (каз. Қаратомар ауылдық округі, рос. Каратомарский сельский округ) — адміністративна одиниця у складі Осакаровського району Карагандинської області Казахстану. Адміністративний центр та єдиний населений пункт — село Каратомар.
Населення — 540 осіб (2021; 730 у 2009, 855 у 1999, 737 у 1989).
Станом на 1989 рік села Откормче та Сінокосне перебували у складі Кушокинської селищної ради ліквідованого Молодіжного району. 2007 року було ліквідовано село Откормче.

## Склад
До складу округу входять такі населені пункти:
| Населений пункт | Населення, осіб (1989) | Населення, осіб (1999) | Населення, осіб (2009) | Населення, осіб (2021) |
| --------------- | ---------------------- | ---------------------- | ---------------------- | ---------------------- |
| Каратомар, село | 597                    | 757                    | 730                    | 540                    |
| Откормче, село  | 140                    | 98                     | -                      | -                      |